# 奧勒什蒂耶

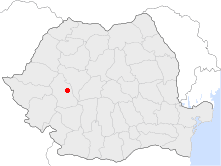

奧勒什蒂耶是羅馬尼亞的城市，位於該國西部，距離首府德瓦22公里，由胡內多阿拉縣負責管轄，面積38.62平方公里，海拔高度215米，2009年人口21,471，大多數居民信奉東正教。

## 外部連結
- （罗马尼亚文） www.orastieinfo.ro （页面存档备份，存于）